# Samnio

Península italiana en el siglo IV a. C.

Samnio (osco Safinim, latín Samnium) era una región histórico-geográfica del sur de los Apeninos, en la Italia centro-meridional, que controlaron los samnitas, un grupo de tribus sabelias de 600 a 290 a. C.

## Época samnita
El Samnio estaba en su mayor parte en la zona apenínica centro-meridional, entre los Abruzos, Molise, Campania, Apulia y Lucania. Estaba delimitado por el Lacio al norte, la Lucania al sur, la Campania al oeste y la Apulia al este. Los confines exactos nunca han sido bien definidos, pero se tiende a identificarlos con el valle de los ríos Sangro, Volturno, Biferno y Trigno. Limitaba al norte con la tierra de los marsos (Abruzos centrales) y de los pelignos (Abruzos meridionales – macizo montañoso de Majella); al sur con el territorio de los daunios (Apulia septentrional) y de los italiotas de la Magna Grecia; al este con el territorio de los frentanos (zona costera de los Abruzos) y de los peucetios (Apulia central); al oeste con la tierra de los latinos (Lacio centro-meridional), de los volscos (Lacio meridional) y de los auruncos, sidicinos y campanos.
Durante la mayor parte de su historia los samnitas no tuvieron salida al mar, que era impedida por los pueblos vecinos, aunque durante un corto período se las arreglaron para aparecer en ambas costas de la península italiana; en la costa tirrénica fundaron la ciudad de Pompeya. 
Las principales ciudades de la región eran Bovaiamom (renombrada Bovianum Undecumanorum por los latinos, la actual Bojano) y Maleventum, rebautizada Beneventum (la moderna Benevento).
La capital de la federación samnita estaba en Bovaiamom, excepto durante un breve período entre el siglo IV a. C. y el siglo III a. C., época en que Aquilonia era la capital, hasta que fue destruida por los romanos en 293 a. C. La localización de Aquilonia es incierta.
Los samnitas estaban formados al menos por cuatro tribus: 
- Los pentri: la tribu más importante, que ocupaba el área central del Samnio, con capital en Bovianum.
- Los caracenos o caraceni, que ocupaban las zona septentrional: las principales ciudades eran Cluviae (moderna Casoli), Juvanum (cuyas ruinas están dispersas entre Torricella Peligna y Montenerodomo), y Alfedena, la capital en el valle del río Sagro.
- Los caudinos, que ocupaban la zona suroeste, en el valle del río Calore Irpino y valles adyacentes. La capital era la ciudad de Caudium (cerca de Montesarchio).
- Los hirpinos, que ocupaban la zona sur: en el extremo noroccidental de su territorio se levantaba Maleventum (nombre original Maloenton).

A estas tribus se unieron los frentanos, que habitaban en el territorio de la costa adriática al norte del promontorio Gargano, con capital en Larinum (moderna Larino).

## Un territorio muy difícil de controlar por los romanos
El Samnio representó un gran reto para el poder romano. A partir de la expansión de Roma, el control de región montañosa se convirtió en una gran necesidad, ya que era una etapa ineludible en la marcha contra el sur de Italia y las ciudades de la Magna Grecia.
En 354 a. C., la frontera con los romanos estaba establecida en el río Liri. La primera guerra samnita puso fin al tratado. Desde entonces el enfrentamiento fue especialmente largo y difícil para Roma: le costó más de cincuenta años someter a los habitantes del Samnio a lo largo de tres largas guerras. En 290 a. C., Roma se alzó con la victoria y los samnitas fueron sometidos y federados a la República. La región, sin embargo, conservó un gran particularismo, pero, desde entonces, los valerosos samnitas, podían ser empleados en los ejércitos romanos en calidad de socii (aliados). 
Aunque el paso de Aníbal por Italia fuese causa de inquietud, no cuestionó el control del Samnio por Roma.

## Guerra Social
Las tradiciones locales, la dignidad de los habitantes del macizo, y su capacidad de oposición, reaparecieron bruscamente en la guerra Social. A inicios del siglo I a. C., las exigencias de Roma con sus aliados itálicos (socii) se hicieron más difíciles de soportar y Roma rechazó las peticiones de ciudadanía de estos últimos.
Esto hizo que, en el año 91 a. C., se desencadenara la guerra entre Roma y las ciudades itálicas provistas de ciudadanía contra las demás ciudades itálicas que pretendían el otorgamiento de dicho estatuto (es decir, las ciudades de los socii) por la fundamental contribución prestada en la conquista de las provincias. Tras una larga y dura guerra (conocida como guerra Social o guerra de los Aliados) con derrotas de ambos bandos y no obstante definitiva victoria romana, los aliados itálicos vieron igualmente satisfechas sus peticiones y, en el año 89 a. C., a través de la Lex Plautia Papiria,
tanto los samnitas como todos los demás  itálicos, obtuvieron la plena ciudadanía romana, convirtiéndose todos en ciudadanos romanos de pleno derecho. A partir de entonces, el Samnio, bajo el nombre de Regio IV Samnium, se convirtió en una de las regiones de la Italia romana unificada.

## Una región ganadera
Debido a su carácter montañoso, en el Samnio predominaba la ganadería y, durante la época republicana, era reconocido por su producción de lana. Durante el Imperio, un documento epigráfico de la ciudad de Saepinum, datado del reinado de Marco Aurelio, atestigua la práctica de la trashumancia de corderos desde las montañas del Samnio a las llanuras de Apulia, práctica existente aún hoy en día.

## Del Imperio romano alRisorgimento
En torno al 7 a. C., al principio del período imperial, en la reordenación de Italia en 11 regiones efectuada por Augusto, el Samnio, unido al territorio de los frentanos, marrucinos, vestinos, marsos, pelignos y ecuos, constituyó la Regio IV Samnium de la Italia romana.
Los centros principales del Samnium, además de los ya nombrados Bovianum y Beneventum, fueron: 
- Aesernia/Esernia (moderna Isernia);
- Aufidena (Alfedena);
- Venafrum (Venafro);
- Allifae (Alife);
- Abellium (Atripalda, próxima a Avellino).

Tras la caída del Imperio romano de Occidente y después de haber sido parte del reino ostrogodo de Italia, el Samnio fue conquistado, en el año 570, por los lombardos, los cuales instituyeron en su territorio el Ducado de Benevento. El ducado fue políticamente muy estable, tanto que se mantuvo independiente después de la toma del Reino lombardo del norte de Italia por parte de Carlomagno en 774.
En torno al siglo X, el territorio del Samnio fue absorbido por el Reino de Sicilia gobernado por los normandos. En 1077, a continuación de los acuerdos entre el Papa León IX y el emperador Enrique III, la ciudad de Benevento pasó a los Estados Pontificios, mientras, el resto del territorio samnita se volvió parte del Reino de Sicilia, del Reino de Nápoles y, posteriormente, del Reino de las Dos Sicilias, hasta 1860, cuando, tras la Expedición de los Mil de Garibaldi, pasó a formar parte del Reino de Italia.

## Después de la unificación
Después de la constitución del Reino de Italia, hubo un movimiento de intelectuales, alimentado por los patriotas beneventani que liberaron en 1860 la ciudad del dominio pontificio, que sustentó la causa de la reconstitución, dentro del reino, de una entidad político-administrativa del Samnio. La capital de esta nueva región habría tenido que ser Benevento. 
El proyecto fue particularmente sentido en la provincia de Benevento, y el movimiento pro-Samnio implicó no sólo a la clase política local, sino también a intelectuales, escritores y simples ciudadanos. Bajo el empujón de esta iniciativa local, también el Parlamento del Reino se interesó en la cuestión hasta el punto que, durante el gobierno de Crispi, pareció que la decisión había sido tomada.
El Consejo provincial de la Benevento asignó en 1890 la suma, para aquellos tiempos considerable, de dos millones de liras para realizar el palacio de gobierno, que habría debido hospedar los despachos de la región Samnio, que se habría debido constituir con la anexión  —a la de Benevento— de las provincias de Avellino y Campobasso.
Pero el gobierno de Francesco Crispi cayó, y con él el proyecto. La provincia de Benevento permaneció inalterada, hasta la actualidad, aunque logró arrancar algunas comunas de las provincias cercanas, como  Airola, anteriormente parte de la provincia de Caserta. 